# Parti dahoméen de l'unité
Le Parti dahoméen de l'unité (PDU), est un parti politique de la République du Dahomey (actuel Bénin) créé le 13 novembre 1960 et dissous le 13 novembre 1963.

## Historique

### Naissance
Le PDU naît le 13 novembre 1960 de la fusion du  Rassemblement démocratique dahoméen (RDD) dirigé par Hubert Maga, du Parti des nationalistes dahoméens (PND) mené par Sourou Migan Apithy, du Mouvement de libération nationale (MLN) cofondé par Jean Pliya et Albert Tévoédjrè
et de plusieurs petits mouvements dissidents,. Hubert Maga devient le dirigeant de la nouvelle formation.
Ce rapprochement permet d'unifier l'électorat et les soutiens des précédents partis qui sont très disparates en termes de régions et d'ethnies. Ainsi, la population islamisée originaire du Nord est plutôt le socle du RDD et la base du PND est yoruba issue du Sud-Est. D'anciens membres de l'Union démocratique dahoméenne (UDD) qui viendront plus tard renforcer les rangs du PDU ont, eux, une assise majoritairement établie au Sud-Ouest et fon.
L'unité prônée jusqu'en dans le nom du parti se retrouve également dans les lignes directrices du programme. Le PDU a pour principaux objectifs de lutter contre les divisions ethniques ou régionales, d'assurer le rassemblement national, de parvenir à équilibrer le budget de l'État par un plan d'austérité, de conforter la souveraineté nationale et de poursuivre la voie d’une unité africaine en adhérant au Conseil de l'Entente, à l'Union africaine et malgache et au groupe de Monrovia,.
Dans les statuts du PDU, il est stipulé que « sa vocation essentielle est le regroupement et le rassemblement de tous les nationaux dahoméens ; il combat le régionalisme sous toutes ses formes ; il travaille à la consolidation de l'indépendance du Dahomey et à la sauvegarde de l'Unité Nationale ; il affirme sa détermination de contribuer à la réalisation de l'unité africaine ; le Parti dahoméen de l'unité opte pour le socialisme africain qui tient compte des valeurs humaines et de l'amélioration des conditions sociales ; parti démocratique, il lutte pour un idéal de liberté et de justice sociale. »

### Vers le parti unique
En amont des élections législatives de 1960, Hubert Maga fait adopter une nouvelle Constitution, avec notamment des modifications quant au système électoral,, qui permet au PDU de remporter l'ensemble des 60 sièges de l'Assemblée nationale. En tant que dirigeant du parti vainqueur, Hubert Maga est confirmé Président de la République et Sourou Migan Apithy, Vice-président.
Début 1961, l'UDD dirigé par Justin Ahomadegbé demeure le principal parti de l'opposition ; des tractations ont lieu entre la formation et le PDU en vue d'un éventuel rapprochement mais celles-ci n'aboutissent pas. L'UDD est, par ailleurs, la section dahoméenne du Rassemblement démocratique africain (RDA) fondé par Félix Houphouët-Boigny, alliance mal perçue par les dirigeants du PDU qui estiment que ce statut devrait revenir au parti au pouvoir. Pour eux, cette adhésion aurait comme atouts de continuer d'asseoir la suprématie du parti sur le territoire national et de le légitimer sur le plan continental mais aussi d'affaiblir considérablement l’UDD qui perdrait des éléments souhaitant rester au RDA.
Le 21 mars 1961, lors de sa première conférence, le PDU décide d'adhérer au RDA. L'affiliation est actée quelques jours plus tard par le Comité directeur du RDA réuni à Yaoundé, le PDU devenant sa nouvelle section locale au Dahomey au détriment de l'UDD.
Cette manœuvre entraine, de la part de l'UDD contre le PDU, une violente campagne de dénigrement par voie de presse via son journal, Daho-Matin. Le PDU intente une action en justice contre le quotidien et le fait censurer. Par extension, l'UDD est mise hors la loi, dissoute et interdite sur l'ensemble du territoire le 10 avril 1961. Une victoire du PDU qui voit de nombreux ralliements de membres du feu parti.
Le 28 mai 1961, Albert Tévoédjrè, secrétaire d'État chargé de l'Information, annonce qu'un complot a été déjoué et que celui-ci visait, en plus de la prise du pouvoir, l'intégrité physique du Président de la République et de plusieurs ministres. Des membres du parti fraîchement dissous sont désignés comme les instigateurs de cette conspiration, dont Justin Ahomadegbé qui est arrêté dès le lendemain. Il est condamné, le 5 décembre 1961, à cinq ans de détention pour complot contre la sûreté de l'État. Mais bénéficiant de la clémence d'Hubert Maga, il est finalement libéré le 2 novembre 1962. Il reprend alors son activité professionnelle de dentiste et se tient à distance de la vie politique.
En dissolvant l'UDD et bâillonnant le principal chef de l'opposition, Hubert Maga fait basculer le Dahomey dans l'ère du parti unique, le PDU devenant le seul parti légal du pays, et met fin au multipartisme qui ne fera son retour qu'à partir de fin 1990.

### Disparition
En octobre 1963, alors que la rue gronde et les forces syndicales appellent à la grève générale, l’armée menée par le colonel Christophe Soglo intervient et renverse le Président Hubert Maga, le 27 de ce même mois. Le colonel prend la tête d’un gouvernement provisoire et acte par ordonnance la dissolution du PDU. Par la suite, il convie Justin Ahomadegbé à sortir de sa retraite politique. Ce dernier avec Sourou Migan Apithy, tous deux membres du gouvernement, forment un nouveau parti unique, le Parti démocratique dahoméen (PDD),.

## Résultats électoraux

### Élections législatives
| Année | Voix    | %     | Rang (en voix) | Sièges  | Gouvernement            |
| ----- | ------- | ----- | -------------- | ------- | ----------------------- |
| 1960  | 468 679 | 68,70 | 1er            | 60 / 60 | Majorité présidentielle |

## Composition du bureau
Hubert Maga est, à sa création, président du PDU ; il en devient secrétaire général, après changement des statuts, courant 1962. Il est épaulé dans sa tâche par trois secrétaires généraux adjoints, Chabi Mama, précédent secrétaire général, Oké Assogba, ministre d'État chargé de la Fonction publique et Adrien Degbey. Le bureau politique comprend 25 membres.